# Krzysztof Ślachciak
Krzysztof Ślachciak (ur. 19 czerwca 1983 w Poznaniu) – polski artysta fotograf, doktor w dziedzinie sztuki, członek Związku Polskich Artystów Fotografików.

## Życiorys
Krzysztof Ślachciak mieszka i pracuje w Wielkopolsce. Ukończył studia na wydziale Neofilologii Uniwersytetu im. Adama Mickiewicza oraz studia podyplomowe – Zarządzanie Marketingowe na Rynku Business to Business na Uniwersytecie Ekonomicznym w Poznaniu. W 2024 roku obronił doktorat w dziedzinie sztuki w dyscyplinie sztuk plastycznych i konserwacji dzieł sztuki pt. Cechy natywne fotografii w krytyce antropocentryzmu. Uczy fotografii na Wydziale Architektury Politechniki Poznańskiej. Jest opiekunem działającego na Politechnice Poznańskiej, Koła Naukowego fotoLAB. W grudniu 2016 roku został przyjęty do Związku Polskich Artystów Fotografików. W 2020 uzyskał stypendium Ministra Kultury i Dziedzictwa Narodowego. Współpracuje z poznańską Galerią Sztuki Rozruch. Jest organizatorem i kuratorem wystaw, autorem i organizatorem programu edukacyjnego ZPAF Fotografia u podstaw, autorem tekstów naukowych o fotografii. Członek zarządu ZPAF Okręgu Wielkopolskiego na kadencję 2017–2023 oraz jego wiceprezes w kadencji 2023–2026. 

## Działalność artystyczna
Twórczość Krzysztofa Ślachciaka jest wizualnie inspirowana pracami artystów nurtu fotografii subiektywnej. Stałymi metodami ekspresji w jego pracach są multiekspozycja, malowanie światłem, poruszenie. Tworzy zarówno w technice cyfrowej jak tradycyjnej i hybrydowej, a wśród jego realizacji znaleźć można również projekcje, instalacje i foto-obiekty. Jego prace dotykają tematów miejsca człowieka wobec natury i nauki oraz pojmowania rzeczywistości. Jest autorem i uczestnikiem przeszło 100 wystaw, w tym wystaw indywidualnych m.in. w Starej Galerii ZPAF, galerii PAcamera, Forum Fotografii, Galerii Pustej, Galerii Sztuki Rozruch i w ramach Rybnickiego Festiwalu Fotografii 2018 oraz w trakcie Festiwalu Nowej Sztuki Labirynt 2021 czy Wschodniego Festiwalu Fotografii 2025. Ważniejsze wystawy zbiorowe to Wokół Portretu podczas II Dni Fotografii Alternatywnej w Warszawie prezentowanej później również w Galerii Miasta Ogrodów w Katowicach i wystawa towarzysząca ostatniemu Biennale Fotografii w Poznaniu Moja Wielkopolska Analog (Anex). Brał udział w pokazie cyfrowym finalistów SeeMe Exposure Awards 2015 w muzeum Luwru, oraz w pokazie fotokastów na Foto Art Festiwalu w BIelsku-BIałej 2019. W grudniu 2021 roku wydał książkę artystyczną pt. Bardziej prawdopodobne, że nie jesteśmy wyjątkowi. Jest także kuratorem wystaw i popularyzatorem sztuki fotograficznej. 